# Wilhelm Buitkamp
Wilhelm Ferdinand Buitkamp (* 8. August 1900 in Lingen (Ems); † 13. Juli 1967 in Osnabrück) war ein deutscher reformierter Theologe und von 1953 bis 1965 Kirchenpräsident der Evangelisch-reformierten Kirche in Nordwestdeutschland.

## Leben
Nach dem Abitur 1918 am Gymnasium Georgianum in Lingen studierte er Theologie in Halle an der Saale. 1919 trat er dem Hallenser Wingolf bei. Er absolvierte sein Vikariat in Osnabrück an der Bergkirche, wo er am 9. August 1925 ordiniert wurde. 1926 bis 1928 war er Pastor in Manslagt (Ostfriesland), von 1928 bis 1936 in Hoogstede-Arkel (Grafschaft Bentheim) und von 1936 bis 1967 in Osnabrück. Von 1953 bis 1965 war er Präside der Gesamtsynode und Kirchenpräsident der Evangelisch-reformierten Landeskirche. Viele Jahre war er Mitglied des Landeskirchentages und der Prüfungskommission.